# 菲德尔·卡斯特罗
菲德爾·亞歷杭德羅·卡斯特羅·魯斯（西班牙語：Fidel Alejandro Castro Ruz；1926年8月13日—2016年11月25日），古巴政治家、軍事家、革命家，古巴革命领袖，古巴共產黨、社会主义古巴和古巴革命武装力量的主要缔造者，曾任古巴共產黨中央委員會第一書記、古巴国务委员会主席和古巴部长会议主席。2005年6月卡斯特罗因病住院，由其弟、长期以来的副手、時任第一副主席的劳尔·卡斯特罗暫代國務委員會主席職務。劳尔·卡斯特罗于2008年正式出任国务委员会主席兼部长会议主席职务。
菲德尔·卡斯特罗于2008年2月19日公开表示不会再寻求担任古巴国务委员会主席的职务，但事實上他早於兩年前已把權力移交予勞爾。菲德尔·卡斯特罗在2011年公开文章称五年前已经辞去所有职务，即2006年已交出權力。 2011年4月16至19日在哈瓦那国际会议宫举行的古巴共产党第六次全国代表大会选举出古巴共產黨新的领导机构，劳尔·卡斯特罗正式当选为古巴共产党中央委员会第一书记，何塞·马查多为第二书记。 由此菲德尔·卡斯特罗正式引退。古巴时间2016年11月25日22:29（东八区11月26日11:29），菲德尔·卡斯特罗逝世，享年90歲。
他的政治思想被称为卡斯特罗主义。

## 孩童時代與教育
卡斯特羅出生於古巴东方省（今奧爾金省）比蘭的一個甘蔗農場裡。他是父母的第三個孩子，父親安赫尔是西班牙移民，因為種植甘蔗的事業而算是富有的人，他的母親原是家里的佣人。
他有6个同胞兄弟姐妹，包括2個兄弟（拉蒙和劳尔）和4個姐妹（安吉拉、胡安妮塔·卡斯特罗、艾玛和阿古斯蒂娜）。
父親安赫尔在他15歲那年，終於結束了第一段婚姻，跟他的母親結婚。他在17歲時獲父親正式承認，同時，他在學校學到著名希臘勇士的名字後，把中間名改為「亞歷杭德羅」。
雖然人們對他早年时接受教育的经历有着不同的观点，但大部份資料都證明，卡斯特羅是一個天資聰穎的學生，對體育比對學術有興趣，也花了許多时间在私人的天主教寄宿學校裡，並在1945年於哈瓦那读完伯利恒耶稣会预备学校。同年，他進入哈瓦那大學法學院學習。自大學畢業後，他曾經考慮是否進入美國哥倫比亞大學學習法律，但對國家民族的熱愛驅使他回到故鄉的哈瓦那大學唸法律博士，並於哈瓦那的一間律師事務所供職。1950年，畢業於哈瓦那大學，獲法學博士學位。

## 政治生涯
那時的古巴政局動盪不安，校園裡也瀰漫著濃厚的政治氣氛，出现許多政治派系，這些組織對於那些渴望成為政治領袖的學生來說是一個重要的政治工具。學校的政治活動也是以這些幫派組織為中心展開的，各組織之間也經常進行政治觀點的對立對抗，卡斯特羅很快就被哈瓦那大學裡的政治氣氛吸引。卡斯特羅也參與其中。
1947年6月，卡斯特罗得知一项旨在推翻多米尼加的拉斐尔·特鲁希略右翼独裁政府的远征计划，于是加入远征军“加勒比军团”。这支远征军约有1200人，主要由古巴人和流亡的多米尼加人组成，计划于1947年7月从古巴出发。然而，在美国的压力下，古巴政府叫停这次入侵行动。
1947年，卡斯特羅逐漸對於古巴社會缺乏公正表示不滿，並加入由爱德华多·奇瓦斯领导的古巴人民党（正统党人）。奇瓦斯是一個頗有魅力的領袖，他當時正在競選總統，希望把當時的總統拉蒙·格勞·聖馬丁趕下台，因為奇瓦斯對其縱容猖獗的腐敗現象極為不滿。在競選的過程中，人民黨公開政府的貪污資料，對政府進行詰問，並要求政府進行改革。奇瓦斯的目的是讓古巴人民逐漸清楚地認識到這個國家的貪腐本質，建立愛國的感情，令古巴可以免受美國的影響和制肘，獲得經濟上的獨立，並瓦解古巴政府中的精英主義勢力。雖然奇瓦斯在選舉中落敗，把奇瓦斯視為恩師的卡斯特羅，仍然致力於奇瓦斯的革命運動，也依然以奇瓦斯的名義辦事。1951年，奇瓦斯在再次競選總統期間，在上一個電台節目時開槍自殺。

### 波哥大暴動
菲德爾·卡斯特羅在波哥大暴动中所扮演的角色問題一直受到諸多的質疑和爭論，但如下的描述還是得到普遍的認同。
1948年，卡斯特羅前往哥倫比亞首都波哥大參加拉丁美洲學生組織的一場政治會議——反帝反殖學生大會，而那時，恰逢第九次泛美會議也在波哥大召開。於是學生們便利用這個難得的契機散發反對美國在西半球採取的帝國主義政策的傳單，但結果引起政府不滿。在泛美會議開始後沒幾天，哥伦比亚自由党領導人豪尔赫·埃利塞尔·盖坦在街頭被暗殺，就此觸發了一場大規模的暴動，暴動中死傷的大部分都是貧苦的工人。暴動和掠奪蔓延至多個城市，從而騷亂時期開始，史稱「暴力時期」。許多學生在這場震驚整個城市的暴力與混亂中被捕，因為正是他們拿著萊福槍，漫步街頭散發反美材料才導致了這場叛亂。那時，卡斯特羅在暴動中充當了重要的角色，所以也在哥倫比亞政府的追捕名單之列，但後來他到古巴大使館避難，最後還是被送回了哈瓦那。卡斯特羅體驗到了群眾暴動的力量，這件事很明顯對他的影響很大，尤其是他後來的政治理念。
卡斯特羅回到古巴後，與米尔塔·迪亚斯-巴拉特結婚，他的妻子來自古巴富裕家庭。1950年，卡斯特羅從法學院畢業，獲法學博士學位，並開始在哈瓦那的一個小型合夥公司中擔任辯護人，開始了律師生涯，卡斯特羅主要為貧窮、地位低賤的人民作辯護。那時的卡斯特羅就已經因他的激進民族主義觀點和他對美國干涉古巴內政的強烈不滿而聞名。漸漸地，卡斯特羅喜歡上ㄌ政治。
1952年，卡斯特羅成為古巴人民党（正统党人）的国会議員候選人，準備參加選舉進入國會，不過正在那時，富尔亨西奥·巴蒂斯塔發動政變推翻卡洛斯·普里奥政府，並且取消了國會選舉。巴蒂斯塔當時得到了古巴社會的支持，運用強有力的手段不僅推翻政權，還建立了自己的獨裁專制，同時美國對於他的政權給予認同與支持，從而鞏固了他的右翼獨裁統治。正是這一系列的事件讓卡斯特羅放棄了用合法的途徑投身古巴政治。
卡斯特羅失望地脫離古巴人民党（正统党人）後，開始整理搜集證據用來控告巴蒂斯塔違反1940年古巴憲法的一些行為，但是他的控訴被憲法擔保人否決，而且卡斯特羅也被拒絕聽訴，這讓卡斯特羅非常不滿，也奠定了他對巴蒂斯塔政權體制的強烈反對以及只有用革命手段才能罷黜巴蒂斯塔的信念基礎。

### 古巴革命

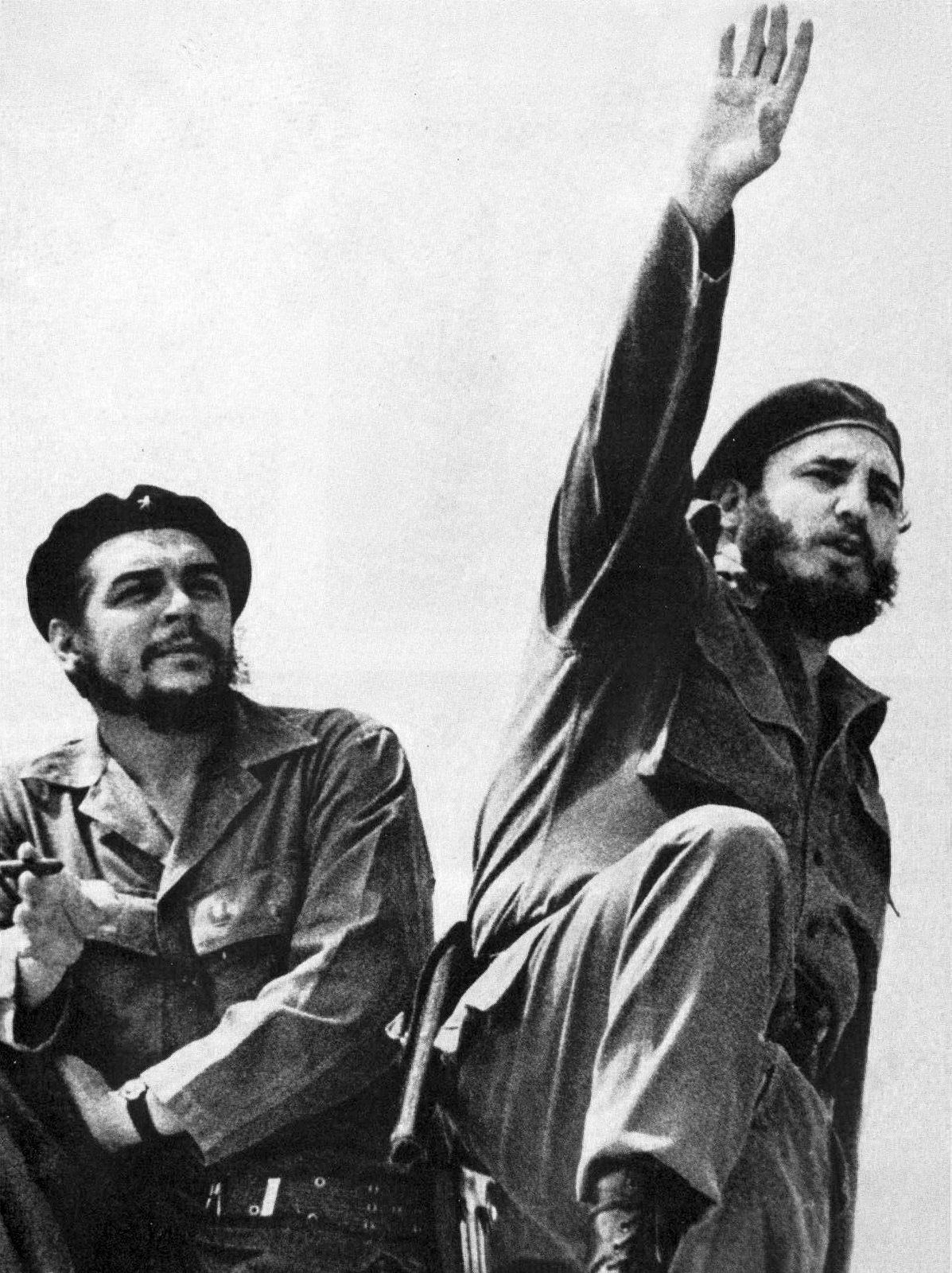
1961年的切·格瓦拉和菲德尔·卡斯特罗

#### 七二六起义

七二六运动旗帜

1953年7月26日，以菲德尔·卡斯特羅和劳尔·卡斯特罗為首的约160名革命者向古巴聖地牙哥的蒙卡达兵營以及巴亞莫的“卡洛斯·曼努埃尔·德·塞斯佩德斯”兵營等军事据点進攻，以求掀起推翻巴蒂斯塔政權的斗争，史称“七二六起义”。但最後失敗被捕，並在受審期間發表了著名的辯詞《历史将宣判我无罪》。他和其他起义者被关入松树岛的模范监狱。1955年，获得特赦。

#### 成立七二六運動
1955年獲釋後，由於無法在古巴繼續革命的活動，卡斯特罗離開古巴到墨西哥並成立七二六運動，成員包括其弟勞爾·卡斯特羅及流亡墨西哥的阿根廷医生捷·古華拉。

#### 游击战争
1956年11月25日，以菲德爾·卡斯特羅為首的82名革命者乘坐遊艇格拉瑪號從墨西哥韋拉克魯斯州圖斯潘向古巴進發，史稱“格拉瑪號遠征”。登陆时，起义军遭到政府军伏击，经过三天血战，仅剩20人左右，转战马埃斯特腊山脉。幸存者在山区建立根据地，并同城市的革命者建立联系。根据地巩固后，起义军对政府军目标发动数次攻击，壮大声势。起义军还联络美联社记者对其进行实地报道，获得国际的广泛同情。1958年下半年，起义军发展到400多人，逐渐掌握军事上的主动。同年12月底，由卡米洛·西恩富戈斯和切·格瓦拉分别率领的两支纵队各取得一场决定性胜利。1959年1月1日凌晨，巴蒂斯塔逃亡美国，其政权土崩瓦解，革命胜利。4日，西恩富戈斯率领的起义军进入哈瓦那。8日，菲德爾·卡斯特罗进入哈瓦那；2月16日，出任古巴总理。

### 出任總理和最高領導人

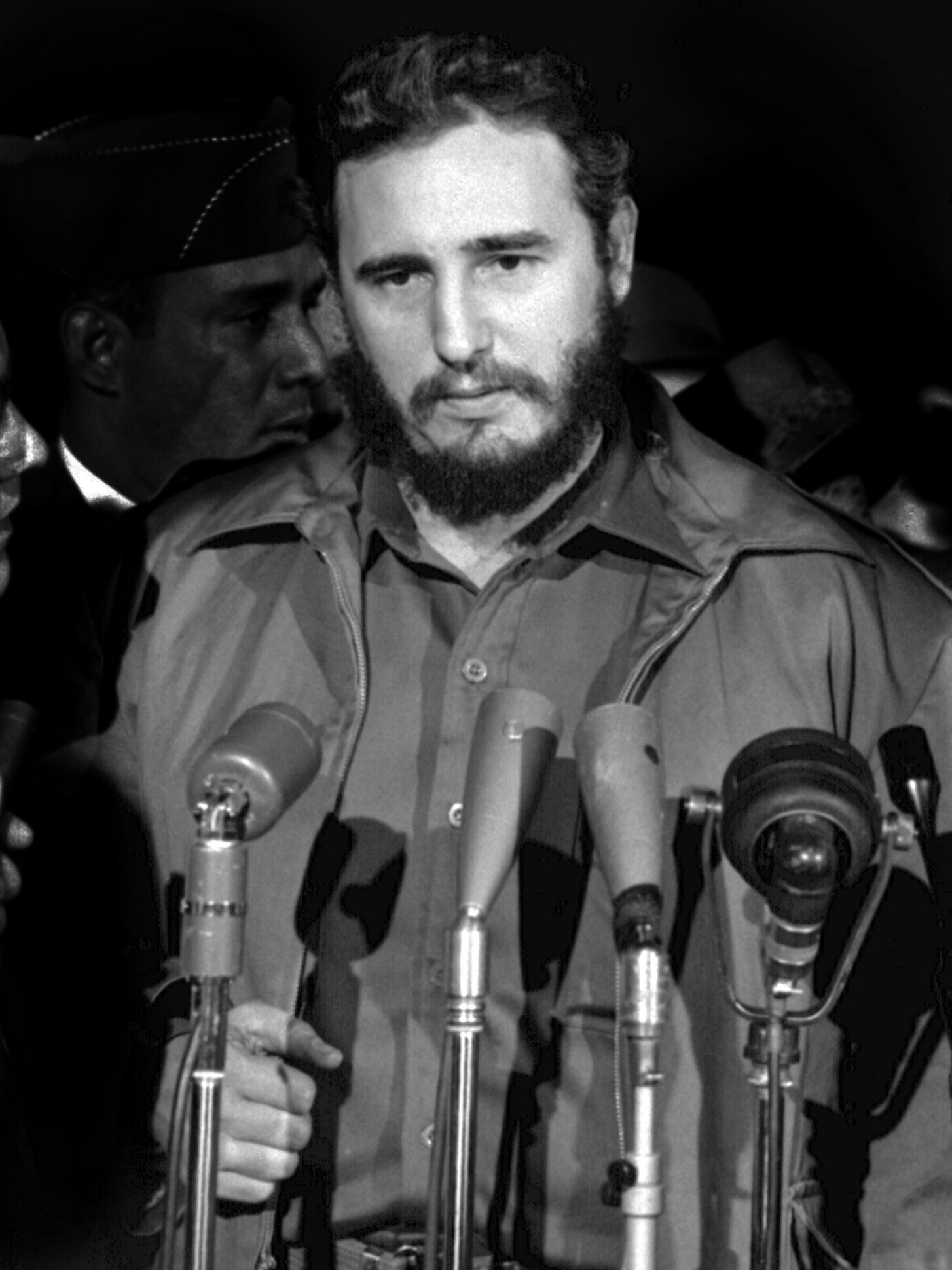
1959年访问美国华盛顿时的菲德尔·卡斯特罗

1959年1月1日，他率領起義軍推翻巴蒂斯塔獨裁政權，建立美洲首個社会主义政权，称之为“古巴革命政府”，并出任古巴總理（1976年廢除總統制後改稱部長會議主席）和古巴革命武装力量總司令，奧斯瓦爾多·托拉多則出任古巴總統至1976年。卡斯特羅1962年起擔任古巴社會主義革命統一黨第一書記。
1965年，該黨改组為古巴共產黨後，他繼續擔任中央委員會第一書記至2011年完全退休。卡斯特羅1976年起任古巴國務委員會主席（即國家元首，在該年廢除總統制），不少新聞媒界仍稱他為「古巴總統」，雖然他從來沒有擔任總統職務。卡斯特羅他對前巴蒂斯塔政權和美國資本主義企業、政治影響的批評，為他贏得了大量支持，也因此成為美國政府的眼中釘。
1959年取得政權後，外界通常以他和蘇聯、美國的關係來描述他。雖然他一度希望能保持古巴—美國關係，不久他隨即訪問美國，與時任總統艾森豪和副總統尼克森會面。自從1961年的豬灣事件後，古巴斷絕與美國的雙邊關係，之後歷古巴導彈危機后，古美關係一直惡劣，卡斯特羅同時跟蘇聯及中華人民共和國有密切的聯繫，並支援世界各地的社會主義革命，如安哥拉、尼加拉瓜等，直至1991年蘇聯解體為止。
失去蘇聯的经济支持後，他把重心支援他國革命轉為支持跟拉丁美洲的左翼民粹主义政治人物例如委內瑞拉的烏戈·查維茲和玻利維亞的埃沃·莫拉莱斯等人合作，查維茲1999年上任委內瑞拉總統后，更接替他成為拉美的「反美」先鋒及標志，在經濟方面的影響更大。
1994年8月5日，由于经济困难，哈瓦那的一些街道爆发古巴革命胜利以来的首次社会骚乱，造成30多人受伤，其中包括10名内务部人员。卡斯特罗在不带枪的情况下前往现场，通过劝解迅速平息骚乱。
在卡斯特羅执政期间，实行土地改革、農村合作化、工業國家化，大力发展卫生和教育事业，使古巴的人類發展指數一度排名全球第54位。

### 针对卡斯特罗的行刺事件
二战后美国中情局对菲德尔·卡斯特罗的一系列暗杀未遂事件，共计638起。卡斯特罗因而成为“世界上被暗杀次数最多的人物”，该项记录在2011年载入吉尼斯世界纪录。对此卡斯特罗嘲讽道：“我能活到今天，全是美国中情局的功劳”。

### 反对个人崇拜
菲德尔·卡斯特罗跟其他大部分社会主义国家的领导人、革命家很不一样，他非常反对个人崇拜。他完全不希望在古巴境内看到他的铜像、雕像，或者把他的肖像放到邮票或各種有價証券、衣物或紀念品上面，他觉得那是很錯誤的、是违反革命家道德的。因此，古巴的公众场合很少能看到有关他的宣传品。

## 個人生活
根據法國《快報》雜誌調查，世界各國領導人的薪俸當中，最低的是古巴領袖卡斯楚，月薪只有40美元左右（不包括他作为国家元首享受的医疗等服务，以及外訪經費）。

### 体育爱好
卡斯楚中學時對十分熱愛運動，畢業時學校的評語中寫著：「他是正直的運動家，熱心而驕傲地捍衛學校榮譽。」1945年就讀哈瓦那大學法律系，十分熱愛棒球，是名控球型投手，經常在哈瓦那球場出賽，大聯盟的華盛頓參議員隊和紐約巨人隊都有意找他到美國打球。同伴Stigfredo Medina回憶當年卡斯楚能投出很棒的外角曲球，以及可以剛好低到膝蓋的變化球。
卡斯楚加入左翼激進團體後便將重心轉向革命運動。1948年成為哈瓦那大學法學院學聯主席，無暇投球。
革命成功後的卡斯楚為古巴職棒哈瓦那糖王隊付清債務。並於1959年7月24日Los Barbudos糖王對羅徹斯特紅翼隊賽事上場投球，投一局、兩次三振。吸引26532名球迷觀戰，創下洲際聯盟該年最多的觀眾人數記錄。
卡斯楚曾多次公開譴責古巴叛逃球員。世界棒球經典賽賽前的美國財政部外國資產管理局，曾拒絕古巴參加比賽，就此卡斯楚痛斥小布希為笨蛋。在確保古巴參賽所獲的商業利益不會落入卡斯楚政權後，才核准古巴參賽的申請。卡斯楚在獲得參賽權後發表演說：「同胞，是的，我們接受這挑戰，相信我們在這場大戰中的表現。」最後古巴奪得亞軍。
卡斯楚不僅喜愛棒球，同時也是足球迷，是英格蘭超級聯賽球隊的球迷。

## 軼事
2003年，卡斯特羅访問日本时访问了广岛原爆中心并献了花圈和默哀。2012年3月又表示，希望近期去福岛、广岛和长崎访问，但基于健康關係未有成行。
卡斯特羅是聯合國大會史上演講時間最長的人物，1960年在訪問美國期間，在位于紐約市的聯合國大會發表演講，歷時4小時29分。
雖然卡斯特羅上任後不久，便于1961年跟中华人民共和国建立外交關係，但在中蘇關係惡化時期，中华人民共和国政府曾有一段时间与古巴反目，指责卡斯特罗“实行法西斯统治”，“背叛了革命”。卡斯特罗则嘲讽当时盛行於中華人民共和國的把毛泽东比作红太阳的个人崇拜：“那个人应该去读读恩格斯的《反杜林论》，太阳时间长了也会熄灭的！”。之后随着冷战缓和等原因，雙方关系持续稳定发展，关系也越来越好，时至今日，古巴依然是中華人民共和國比较重要的盟国之一。
1985年，基于健康以及為了防止美國中央情報局以雪茄炸彈刺殺自己的關係，卡斯特羅告別了長年陪伴的雪茄成為戒煙者，結束多年來抽雪茄吞雲吐霧的豪邁形象。但也有資料認為卡斯楚能夠戒斷持續44年的煙癮的根本原因是在1983年他自己的身體檢測當中發現有大腸癌變，因此徹底戒掉煙癮。

## 逝世

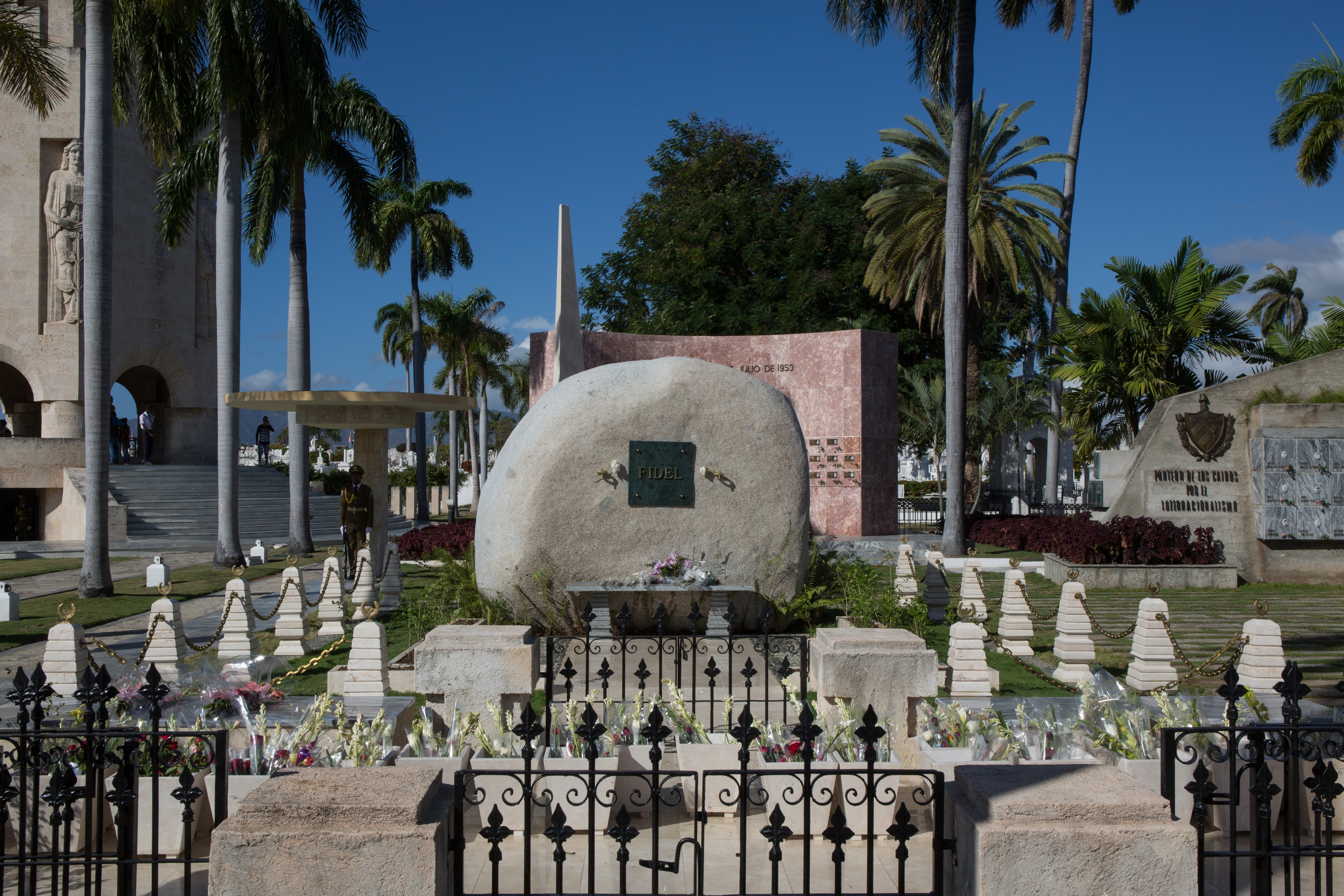
圣伊菲热尼亚公墓的菲德尔·卡斯特罗陵寝

古巴时间2016年11月25日22:29（东八区11月26日11:29），菲德尔·卡斯特罗逝世，享年90歲。12月4日，卡斯特羅的骨灰在追悼會結束後下葬於古巴圣地亚哥的圣伊菲热尼亚公墓。

## 著作
- 《卡斯特罗言论集》，第1册1953年—1961年，第2册1961年—1963年，中文版1963年，人民出版社
- 《总司令的思考》，中文版2008年，社会科学文献出版社
- 《卡斯特罗语录》，中文版2010年，社会科学文献出版社

## 争议
2000年5月3日，非政府组织「無國界記者」將卡斯特罗列入「新聞自由掠奪者」名單。

## 外部連結
- 古巴共產黨

| 政党职务                                                | 政党职务                                   | 政党职务                                   |
| ------------------------------------------------------- | ------------------------------------------ | ------------------------------------------ |
| 前任： 布拉斯·羅加                                      | 古巴共产党中央委员会第一书记 1961年—2011年 | 繼任： 劳尔·卡斯特罗                       |
| 官衔                                                    |                                            |                                            |
| 前任： 奥斯瓦尔多·托拉多 （末任总统，其后总统制被废除） | 古巴国务委员会主席 1976年—2008年           | 繼任： 劳尔·卡斯特罗                       |
| 前任： 自己 （总理）                                    | 古巴部长会议主席 1976年—2008年             | 繼任： 劳尔·卡斯特罗                       |
| 前任： 何塞·卡多納                                      | 古巴总理 1959年—1976年                     | 繼任： 自己 （职务废除，改称部长会议主席） |
| 军职                                                    |                                            |                                            |
| 新頭銜                                                  | 古巴革命武装力量总司令 1959年—2008年       | 繼任： 劳尔·卡斯特罗                       |